# Bernhardus Trevisanus
Bernhardus Trevisanus oder Bernardus Trevirensis (* 1406 in Padua; † 1490) war ein wahrscheinlich italienischer Alchemist.
Die Lebensdaten sind so, wie er sie selbst in einer seiner Schriften angab, aber wahrscheinlich fiktiv.
Auch von Trevigo, Graf von der Marck und Tervis, Graf Bernhard von Tresne und Naygen (Comes Trevirensis & Naygensis, Comes de Tresne, mit dem Zusatz in Germania). Es finden sich in der älteren Literatur auch Herkunftsbezeichnungen aus Trier.

## Leben
Bernhardus Trevisanus ist der Name eines alchemistischen Autors des 15. Jahrhunderts, über den nur bekannt ist, was er über sich selbst in seinen Schriften verrät, was aber wahrscheinlich fiktiv ist. Es gibt mindestens zwei Autoren ähnlichen Namens, die auch in der Literatur miteinander verwechselt wurden. Joachim Telle behandelt ihn und Bernard von Trevisan (hier in einem eigenen Artikel als Autor der Responsio behandelt) im Lexikon des Mittelalters (Band 1, 1980, Sp. 2005–2006) unter Bern(h)ardus Trevisanus als einen Autor, zu dem er schreibt, dass über ihn fast nichts bekannt ist, er gewöhnlich ins 15. Jahrhundert eingeordnet wird, wahrscheinlich aber aus dem 14. Jahrhundert stammt. Außerdem merkt er an, dass keine textkritischen Ausgaben existieren und Echtheitsfragen der ihm zugeschriebenen Schriften ungelöst sind.
Rodriguez Guerrero identifizierte ihn mit Eberhard I. von der Marck-Arenberg (1305–1387), einem Absolventen der Rechtswissenschaften und Geistlichen, der Chorbischof von Köln wurde. Er trat von seinen Ämtern in der Kirche zurück, um 1346 Maria de Looz-Agimont (ca. 1336–1410) zu heiraten, deren Titel und Gebietskörperschaften Schlüsselpunkte in feudalen Streitigkeiten waren, die die Familie Von der Marck betrafen. Ab 1366 war er eng mit dem Trierer Erzbischof Kuno II. von Falkenstein verbunden.
Nach eigenen Angaben war er 1406 in Padua geboren und beschäftigte sich ab dem vierzehnten Lebensjahr mit der Alchemie, zunächst mit den Schriften bekannter Alchemisten wie Geber, Rhazes, Albertus Magnus und Johannes de Rupescissa. Das brachte ihm nicht die gewünschten Erfolge und er begab sich, so erzählt er weiter, nachdem er sein Vermögen aufgebraucht und sich mit seiner Familie zerstritten hatte, ab 1452 auf Reisen in Europa (Italien, Spanien, Niederlande, Großbritannien, Frankreich, Deutschland und längere Zeit in Griechenland) und dem Orient (Ägypten, Palästina, Persien), um auf diese Weise von Alchemisten zu lernen. 1472 kam er nach seinen Angaben verarmt nach Rhodos, wo ihn ein seiner Familie bekannter Kaufmann unterstützte, wo er aus dem Erfahrenen Bilanz zog und mit Hilfe eines Priesters zu experimentieren begann. Nach zwei Jahren Arbeit will er 1481 dann auf Rhodos den Stein der Weisen gefunden haben. Der Alchemie-gläubige Karl Christoph Schmieder, der die Berichte aufgrund der Offenheit des Autors im Eingeständnis von Irrwegen für authentisch hielt, befand dazu 1832: „Ein Greis von 75 Jahren, hatte er freilich wenig mehr Genuss von dem erreichten Ziele, als davon zu schreiben; denn er starb 1490.“ Wie auch andere verwechselt Schmieder ihn mit Bernard von Trevisan (Trevirensis), den er auch noch zeitlich falsch zuordnet.
Eine erste Gesamtausgabe seiner Schriften erschien auf Französisch in Antwerpen 1565, deutsch in Straßburg 1574. Die deutsche Ausgabe wurde mehrfach neu aufgelegt.

## Werke
Es sind nur einige der Ausgaben aufgeführt, darunter Gesamtausgaben seiner Schriften.
- Peri chemeias[7], opus historicum et dogmaticum, übers. v. Guglielmo Gratoroli, Straßburg: Emmel, 1567, OCLC 27863187 (Lateinisch[8]). Nachdruck Basel 1583, Ursellae 1598 (in G. F. Pico della Mirandola: Libri III de auro), Frankfurt am Main 1625, Geismar 1647 und öfter.
- Von der Hermetischen Philosophia, das ist, vom Gebenedeiten Stein der weisen, der hocherfahrnen und fürtrefflichen Philosophen, Herrn Bernhardi, Graven von der Marck, und Tervis, herausgegeben von Michael Toxites, Strassburg: Christian Müllers Erben 1574, 1582, 1586, OCLC 837028491.
- De chymico miraculo, quod lapidem philosophiae appellant, Herausgeber G. Dorn, Basel 1583,  Basel 1600, und in Theatrum Chemicum I, Ursel 1602
- Bernhardi (das ist Bernhardus Trevisanus) Chymische Schriften von der Hermetischen Philosophie, Straßburg 1574, 1586, 1597, vollständiger in  vier Teilen Leipzig 1605 herausgegeben von Tanck.
- Chymische Schriften, von dem gebenedeiten Stein der Weisen. Aus dem Lateinischen ins Teutsche übersetzet, ingleichen mit des J. Tanckens Anmerkungen durch Caspar Horn von Bernhardus u. a. Trevisanus Nürnberg 1643, neue Auflage Nürnberg, Tauber. 1717, OCLC 64513343, und 1746.
- Ch. G. Burg (Herausgeber): Oeuvre Chymique de Bernard Le Trévisan, Paris 1976 (Nachdruck aus der frühen Neuzeit, keine kritische Ausgabe)